# Négociations État-mafia
Les négociations État-mafia (Trattative Stato-Mafia) désignent des tractations entre d'importants fonctionnaires italiens et des parrains de Cosa Nostra, commencée après les massacres de la période 1992-1993. Les jugements définitifs confirment l'existence de ces négociations,,,,,.

## Histoire
L'affaire a attrait aux soupçons de collusion qui a mené à l'enquête sur les commanditaires et mobiles des attentats en Italie de la période 1992-1993, ensanglantée par les assassinats de Giovanni Falcone et Paolo Borsellino puis par les attentats de Rome, Milan et Florence. 
Au printemps 1992, plusieurs hauts responsables italiens auraient ainsi engagé des négociations secrètes avec la mafia après l'assassinat de l'eurodéputé démocrate-chrétien Salvo Lima. En effet, plusieurs dirigeants italiens et siciliens auraient été sur la liste des personnes à abattre : Calogero Mannino, Salvo Andò, Claudio Martelli, Giulio Andreotti, Carlo Vizzini, Sebastiano Purpura (bras droit de Lima à Palerme) et Rino Nicolosi.
Les attentats cessent à l'automne 1993, et peu après, les conditions d'incarcération de plusieurs centaines de mafieux sont allégées par le ministre de la Justice, Giovanni Conso.

## Sentences
Après un procès d'une durée de 5 ans, dans l'après-midi du 20 avril 2018, la Cour d'assises de Palerme a prononcé sa sentence concernant le procès des négociations entre l'Etat et la mafia.
- Le boss de la mafia Leoluca Bagarella est condamné à 28 ans de prison.
- Le boss de la mafia Antonino Cinà est condamné à 12 ans de prison.
- Marcello Dell'Utri, ancien sénateur de Forza Italia, Antonio Subranni et Mario Mori, anciens chefs du Ros, sont condamnés à 12 ans de prison[9].
- l'ancien capitaine des carabiniers Giuseppe De Donno et Massimo Ciancimino, fils de Vito, sont condamnés à 8 ans, peines annulées puis prescrites[10].

La Cour d'appel de Palerme revient sur les condamnations de première instance. Dell'Utri est innocenté pour « ne pas avoir commis l'acte » alors que Mori et Subranni sont acquittés « parce que l'acte ne constitue pas un crime ». La peine réduite de Bagarella est réduite à 27 ans, celle de Cinà confirmée.